# WTA-toernooi van Tokio (Borden Classic)
Het WTA-toernooi van Tokio (Borden Classic) was een tennistoernooi voor vrouwen dat van 1979 tot en met 1984 plaatsvond in de Japanse hoofdstad Tokio en enkele omringende steden. De officiële naam van het toernooi was Borden Classic.
De WTA organiseerde het toernooi, dat werd gespeeld op gravel- of hardcourt-buitenbanen.
Door 32 deelneemsters werd gestreden om de titel in het enkelspel, en door 16 paren om de dubbelspeltitel.

## Plaats van handeling
- 1979: Kioto
- 1980: Nagoya
- 1981: Kioto
- 1982–1983: Akishima
- 1984: Tokio

## Meervoudig winnaressen enkelspel
| speelster   | aantal titels | in de jaren |
| ----------- | ------------- | ----------- |
| Lisa Bonder | 2             | 1982, 1983  |

## Finales

### Enkelspel
| Datum      | Naam           | ($)    | Ondergrond        | Winnares       | Verliezend finaliste | Uitslag       |
| ---------- | -------------- | ------ | ----------------- | -------------- | -------------------- | ------------- |
| 1979-10-15 | Borden Classic | 35.000 |                   | Betsy Nagelsen | Naoko Satō           | 6-3, 6-4      |
| 1980-10-13 | Borden Classic | 50.000 | gravel, buiten    | Dana Gilbert   | Barbara Jordan       | 5-1, opg.     |
| 1981-10-12 | Borden Classic | 50.000 | hardcourt, buiten | Kathy Rinaldi  | Julie Harrington     | 6-1, 7-5      |
| 1982-10-11 | Borden Classic | 75.000 | gravel, buiten    | Lisa Bonder    | Shelley Solomon      | 2-6, 6-0, 6-3 |
| 1983-10-10 | Borden Classic | 75.000 | hardcourt, buiten | Lisa Bonder    | Laura Arraya         | 6-1, 6-3      |
| 1984-10-01 | Borden Classic | 50.000 | hardcourt, buiten | Etsuko Inoue   | Beth Herr            | 6-0, 6-0      |

### Dubbelspel
| Datum      | Naam           | ($)    | Ondergrond        | Winnaressen                            | Verliezend finalistes                 | Uitslag       |
| ---------- | -------------- | ------ | ----------------- | -------------------------------------- | ------------------------------------- | ------------- |
| 1979-10-15 | Borden Classic | 35.000 |                   | Yu Li-Qiao Chen Chuan                  | Sue Saliba Mary Sawyer                | 7-6, 3-6, 7-5 |
| 1980-10-13 | Borden Classic | 50.000 | gravel, buiten    | Lindsay Morse Jean Nachand             | Nerida Gregory Marie Pinterova        | 6-3, 6-1      |
| 1981-10-12 | Borden Classic | 50.000 | hardcourt, buiten | Marianne van der Torre Nanette Schutte | Elizabeth Sayers Kim Steinmetz        | 6-2, 6-4      |
| 1982-10-11 | Borden Classic | 75.000 | gravel, buiten    | Naoko Satō Brenda Remilton             | Laura duPont Barbara Jordan           | 2-6, 6-3, 6-3 |
| 1983-10-10 | Borden Classic | 75.000 | hardcourt, buiten | Chris O'Neil Pam Whytcross             | Brenda Remilton Naoko Satō            | 5-7, 7-6, 6-3 |
| 1984-10-01 | Borden Classic | 50.000 | hardcourt, buiten | Mercedes Paz Ronni Reis                | Emilse Raponi-Longo Adriana Villagrán | 6-4, 7-5      |